# Monster Hunter – Szörnybirodalom
A Monster Hunter – Szörnybirodalom (eredeti cím: Monster Hunter) 2020-ban bemutatott német-amerikai kaidzsú-fantasyfilm, melynek forgatókönyvírója, rendezője és producere Paul W. S. Anderson. A filmet a Capcom azonos című videójáték-sorozata alapján készítették. A főszerepben Milla Jovovich, Tony Jaa, Tip „T.I.” Harris, Meagan Good, Diego Boneta, Josh Helman, Jin Au-Yeung és Ron Perlman látható.
A filmet hivatalosan 2018 októberében jelentette be a Capcom, a produkció fejlesztése abban a hónapban kezdődött a Constantin Film által. A forgatás 2018. október 5-én kezdődött és december 19-én fejeződött be Fokvárosban (Dél-Afrika).
A Monster Hunter – Szörnybirodalom Kínában 2020. december 4-én jelent meg, az Amerikai Egyesült Államokban pedig december 18-án adta ki a Sony Pictures Releasing a Screen Gems kiadón keresztül (Németország, Japán és Kína kivételével).
A projekt általánosságban vegyes kritikákat kapott az értékelőktől. Dicsérték a vizuális effekteket, a megtervezett szörnyeket, Paul Haslinger filmzenéjét és az akciójeleneteket, azonban kritizálták a kidolgozatlan szereplőket, a vágást és a forgatókönyvet.

## Szereplők
| Szerep          | Színész            | Magyar hang     |
| --------------- | ------------------ | --------------- |
| Natalie Artemis | Milla Jovovich     | Détár Enikő     |
| Vadász          | Tony Jaa           | Orosz Ákos      |
| Lincoln         | Tip "T. I." Harris | Papp Dániel     |
| Dash            | Meagan Good        | Kis-Kovács Luca |
| Marshall        | Diego Boneta       | Fehér Tibor     |
| Steeler         | Josh Helman        | Lovas Dániel    |
| Axe             | MC Jin             | Bercsényi Péter |
| Admirális       | Ron Perlman        | Papp János      |
| Roark százados  | Nic Rasenti        | Király Adrián   |